# Gonnosnò
Gonnosnò település Olaszországban, Szardínia régióban, Oristano megyében. Lakosainak száma 708 fő (2023. január 1.). Gonnosnò Albagiara, Ales, Baradili, Curcuris, Simala, Usellus, Baressa, Genoni és Sini községekkel határos.

## Népesség
A település lakossága az elmúlt években az alábbi módon változott:
| Lakosok száma | 772  | 759  | 708  |
|               | 2017 | 2018 | 2023 |